# Bidacu
Bidacu (japonsky 敏達天皇; Bidacu Tennó, 538 – 14. září 585) byl v pořadí 30. japonským císařem, vládl v letech 572–585. Podle některých zdrojů je jeho vlastní jméno Nunakurafutotamašiki (no mikoto) 渟中倉太珠敷 (尊), podle jiných bylo stejné jako jméno císařské, tedy Bidacu.
Byl druhým synem císaře Kinmeie a jeho ženy Išihimy, která byla dcerou císaře Senky (宣化天皇). Jeho otec jej prohlásil korunním princem. Po otcově smrti se stal císařem, ale od smrti otce po svůj nástup na trůn ponechal několik dní trůn prázdný. Bidacu měl šest manželek a dvacet čtyři dětí. Jen dvě manželky se staly císařovnami. První se jmenovala Hirohime, ale zemřela již v pátém roce Bidacuovy vlády. Aby měl císařovnu, povýšil Bidacu do hodnosti císařovny jednu ze svých manželek. Stala se jí princezna Nukatabe.